# South Oxfordshire
South Oxfordshire ist ein District in der Grafschaft Oxfordshire in England. Verwaltungssitz ist Wallingford; weitere bedeutende Orte sind Didcot, Henley-on-Thames und Thame.

## Geschichte
Der Bezirk wurde am 1. April 1974 gebildet und entstand aus der Fusion der Municipal Boroughs Henley-on-Thames und Wallingford, des Urban District Thame sowie der Rural Districts Bullingdon, Henley und Wallingford. Das Gebiet um Wallingford gehörte zuvor zur Verwaltungsgrafschaft Berkshire.

## Gliederung
Der Bezirk gliedert sich in 87 Gemeinden (Civil Parish):
| - Adwell - Aston Rowant - Aston Tirrold - Aston Upthorpe - Beckley and Stowood - Benson - Berinsfield - Berrick Salome - Binfield Heath - Bix and Assendon - Brightwell Baldwin - Brightwell-cum-Sotwell - Britwell Salome - Chalgrove - Checkendon - Chinnor - Cholsey - Clifton Hampden - Crowell - Crowmarsh - Cuddesdon and Denton - Culham - Cuxham with Easington - Didcot - Dorchester - Drayton St. Leonard - East Hagbourne - Elsfield - Ewelme | - Eye and Dunsden - Forest Hill with Shotover - Garsington - Goring Heath - Goring-on-Thames - Great Haseley - Great Milton - Harpsden - Henley-on-Thames - Highmoor - Holton - Horspath - Ipsden - Kidmore End - Lewknor - Little Milton - Little Wittenham - Long Wittenham - Mapledurham - Marsh Baldon - Moulsford - Nettlebed - Newington - North Moreton - Nuffield - Nuneham Courtenay - Pishill with Stonor - Pyrton - Rotherfield Greys | - Rotherfield Peppard - Sandford-on-Thames - Shiplake - Shirburn - Sonning Common - South Moreton - South Stoke - Stadhampton - Stanton St. John - Stoke Row - Stoke Talmage - Swyncombe - Sydenham - Tetsworth - Thame - Tiddington-with-Albury - Toot Baldon - Towersey - Wallingford - Warborough - Waterperry with Thomley - Waterstock - Watlington - West Hagbourne - Wheatfield - Wheatley - Whitchurch-on-Thames - Woodcote - Woodeaton |

Von diesen haben 75 einen eigenen, Aston Tirrold und Aston Upthorpe einen gemeinsamen Gemeinderat (Parish Council). Die übrigen 11 haben kein derartiges Gremium, stattdessen finden Einwohnerversammlungen statt. Didcot, Henley-on-Thames, Thame und Wallingford sind Kleinstädte (Town), dementsprechend heißt der Rat dort Town Council.